# Blocco elettorale
Un blocco elettorale è definito dal dizionario Merriam-Webster come un gruppo di elettori che sono così motivati da una specifica preoccupazione o da un gruppo di preoccupazione che ciò aiuta a determinare come essi votano nelle elezioni. Per esempio, Beliefnet identifica 12 grandi blocchi religiosi nella politica americana, incluse la "Religious Right", le cui preoccupazioni sono dominate da tematiche religiose e socioculturali, e la "White Bread Protestants", che, benché conservativa, tende a preoccuparsi di più delle questioni economiche. Il risultato è che ogni gruppo tende a votare in blocco alle elezioni.
Le divisioni tra blocchi elettorali sono note come divisione. Un blocco elettorale può essere di lunga durata e istituzionalizzato, come il supporto per gli affari o per il lavoro o può essere creato da zero come risultato della prominenza di una nuova questione pubblica, come una guerra o la ripresa di un arruolamento militare. I gruppi etnici sono a volte considerati essere blocchi elettorali, ma non è saggio assumere semplicemente che la maggioranza di un dato gruppo etnico voterà in un modo particolare, poiché lo status economico e le credenze religiose giocano anch'essi un ruolo importante. I blocchi elettorali crescono e calano a seconda dello sviluppo delle questioni e delle personalità. Questi blocchi spesso possono sparire e riapparire nel tempo e non sono necessariamente motivati da una singola questione.
Votare in blocco può essere uno strumento prezioso per coloro che si preoccupano delle stesse tematiche. Se un gruppo di persone riesce a dimostrare la propria unità votando in blocco e, sempre come un gruppo, cambiare al momento opportuno il voto, specialmente in elezioni con un'alta competizione, anche un gruppo minoritario può guadagnare un considerevole potere politico, diventando l'ago della bilancia in un'elezione.